# Warning (그린 데이의 음반)
| 전문가 평가                   | 전문가 평가 |
| 총 점수                       | 총 점수     |
| 출처                          | 점수        |
| ----------------------------- | ----------- |
| 메타크리틱                    | 72/100      |
| 평가 점수                     |             |
| 출처                          | 점수        |
| AllMusic                      | [ 2 ]       |
| Entertainment Weekly          | B+          |
| Los Angeles Times             | [ 4 ]       |
| Melody Maker                  | [ 5 ]       |
| NME                           | 5/10        |
| Rolling Stone                 | [ 7 ]       |
| The Rolling Stone Album Guide | [ 8 ]       |
| Slant Magazine                | [ 9 ]       |
| Spin                          | 6/10        |
| The Village Voice             | A−          |

《Warning》은 2000년 10월 3일, 리프리즈 레코드에 의해 발매된 미국의 펑크 록 밴드 그린 데이의 여섯 번째 스튜디오 음반이다. 이전의 《Nimrod》 (1997년)를 기반으로 하여 밴드의 트레이드마크인 펑크 록 사운드를 피하고 어쿠스틱한 요소와 팝 및 포크 스타일을 통합했다. 서정적으로 이 음반은 밴드의 이전 발매와 비교하여 더 낙관적이고 영감을 주는 주제를 포함하고 있다. 《Warning》은 비록 롭 카발로가 프로듀싱에 참여했고 총괄 프로듀서로 인정받았지만, 《Kerplunk》 (1991년)가 프로듀싱하지 않은 그린 데이의 첫 번째 음반이기도 했다.
밴드의 스타일 변화에 대한 엇갈린 비판에도 불구하고, 이 음반은 비평가들로부터 대부분 긍정적인 평가를 받았으며, 비평가들은 보컬리스트 겸 기타리스트 빌리 조 암스트롱의 작곡을 칭찬했다. 비록 이 음반은 미국 빌보드 200에서 4위로 정점을 찍었지만, 《Warning》은 그린 데이 경력에서 가장 낮은 상업적 부진을 나타내며, 멀티 플래티넘 지위를 달성하지 않기 위해 주요 레이블과 계약한 이후 첫 번째 음반이 되었다. 하지만, 이 음반이 발매되기 3주 전에 냅스터에 유출된 것이 낮은 판매량에 기여한 요인이 되었을 수 있다. 그럼에도 불구하고 이 음반은 미국 음반 산업 협회에 의해 골드 인증을 받았으며, 2012년 현재 120만 장 이상이 판매되었다. 전 세계적으로 350만 장이 판매되었다.

## 배경
그 밴드의 네 번째 음반 《Insomniac》 (1995년)의 홍보로 투어를 잠시 쉰 후, 그린 데이는 더 실험적인 《Nimrod》 (1997년)를 녹음했다. 펑크, 포크, 파워 팝, 하드코어 펑크, 스카, 서프 등 더 다양한 장르를 탐구한 이 음반은 전례 없는 어쿠스틱 히트곡 〈Good Riddance (Time of Your Life)〉를 특별히 포함했다. 보컬리스트 겸 기타리스트 빌리 조 암스트롱은 이 곡이 그룹의 초기 작업에서 스타일적으로 벗어나면서 이 곡의 발매에 대해 불안감을 느꼈다고 회상했다. "저는 이 곡이 나오기가 두려웠습니다... 왜냐하면 이 곡이 너무 취약한 곡이었기 때문에, 이 곡을 내놓으면 어느 쪽으로 끝날 것 같았기 때문입니다. 이 곡은 정말 흥미로웠고 작곡가로서 우리에게 그것을 확장하는 데 더 많은 영감을 주었습니다."
밴드는 주로 1,500명에서 3,000명의 청중과 더 친밀한 쇼를 특징으로 하는 《Nimrod》 홍보 투어에 착수했다. 투어가 끝날 때 즈음, 밴드는 청중이 진화했다는 것을 주목했다. 그룹이 주요 레이블과 계약을 체결한 후 그린 데이를 금지한 적이 있는 밴드의 고향에 있는 펑크 클럽인 924 길먼 스트리트는 공연을 위해 베이시스트 마이크 던트의 사이드 프로젝트 더 프루스터를 예약했다. 던트는 이 경험을 "멋진 폐쇄 조각"이라고 설명했다. 펑크 록 음악은 콘, 림프 비즈킷, 키드 록과 같은 누 메탈 공연이 성공을 거두었기 때문에 주류에서 더 이상 인기가 없었다. 스튜디오 880 소유자인 존 루카시에 따르면, 밴드는 "분명히 매우 큰 기로에 서 있다"고 한다.

## 곡 목록
모든 곡들은 그린 데이에 의해 작사/작곡하였다.
| #   | 제목                 | 재생 시간 |
| --- | -------------------- | --------- |
| 1.  | Warning              | 3:42      |
| 2.  | Blood, Sex and Booze | 3:33      |
| 3.  | Church on Sunday     | 3:18      |
| 4.  | Fashion Victim       | 2:49      |
| 5.  | Castaway             | 3:52      |
| 6.  | Misery               | 5:06      |
| 7.  | Deadbeat Holiday     | 3:35      |
| 8.  | Hold On              | 2:56      |
| 9.  | Jackass              | 2:43      |
| 10. | Waiting              | 3:13      |
| 11. | Minority             | 2:49      |
| 12. | Macy's Day Parade    | 3:34      |

## 인증
| 국가                                                                                         | 인증     | 판매량/출하량 |
| -------------------------------------------------------------------------------------------- | -------- | ------------- |
| 오스트레일리아 (ARIA)                                                                        | 플래티넘 | 70,000^       |
| 캐나다 (뮤직 캐나다)                                                                         | 플래티넘 | 100,000^      |
| 이탈리아 (FIMI)                                                                              | 플래티넘 | 100,000*      |
| 일본 (RIAJ)                                                                                  | 플래티넘 | 200,000^      |
| 스웨덴                                                                                       | —        | 9,000         |
| 영국 (BPI)                                                                                   | 플래티넘 | 300,000       |
| 미국 (RIAA)                                                                                  | 골드     | 1,200,000     |
| *판매량을 기반으로 한 인증 · ^출하량을 기반으로 한 인증 · 판매량+스트리밍을 기반으로 한 인증 |          |               |